# 질중동
질중 동(窒中同, ? ~ 기원전 195년)은 전한 초기의 군인이다. 개국공신 서열 71위로 청후(淸侯)에 봉해졌다. 이름을 《사기》에서는 공중(空中), 《한서》에서는 실중동(室中同)이라고 하는데, 《사기색은》에서 사마정은 '공중'은 성으로 질중(窒中)이라고 쓰기도 하며 사기에서는 이름자가 누락되었다고 하였다. 이에 대하여 천쯔(陈直)는 질중선(窒中宣)·질중재(窒中宰)·질중광(窒中光)·질중수(窒中遂) 등 질중씨의 존재가 확인되는 인장 유물이 발굴됨을 근거로, '질중'이 옳으며 '실중'은 도중에 표기가 와전된 것이라고 주장하였다. 본 문서에서는 천쯔의 논거를 따라 '질중'으로 표기한다.

## 생애
노장(弩將)으로써 고제를 따라 거병하였고, 한나라에 들어가 도위(都尉)가 되어 항우와 대나라를 쳤다. 공적이 진동에 비견되었고, 청후에 봉해지고 식읍 1,000호를 받았다.
고제 12년(기원전 195년)에 죽으니, 시호를 간이라 하였고 작위는 아들 질중성이 이었다.

## 출전
- 사마천, 《사기》 권18 고조공신후자연표(高祖功臣侯者年表)
- 반고, 《한서》 권16 고혜고후문공신표(高惠高后文功臣表)

| 전임 (첫 봉건) | 전한의 청후 기원전 199년 음력 3월 병술일 ~ 기원전 195년 | 후임 아들 청경후 질중성 |